# Positivt beteendestöd
Positivt beteendestöd (PBS) , eller på engelska Positive Behavior Support, är ett ramverk av metoder som används för att förstå vad som kan öka en individs livskvalitet på kort och lång sikt, och i andra hand för att hitta orsakerna till en individs utmanande beteenden och hitta lösningar för detta. PBS har högsta prioritet (Prioritet 1) i Socialstyrelsens nationella riktlinjer för autism och ADHD, särskilt för gruppen med autism och utmanande beteenden. Det finns få alternativa insatser. Metoden grundar sig på TBA (tillämpad beteendeanalys) och etiska ställningstaganden.
I PBS flyttas fokus från själva diagnosen för att undvika cirkelresonemang, där diagnosen blir förklaringen till varför beteenden uppstår. I stället ligger fokus på miljöförändringar och inlärningsstrategier. Även ovanliga beteenden ses som funktionella, i det att de tjänar ett syfte för individen. S.k. SBK-kartläggningar spelar en viktig roll, där man kartlägger när och i vilka situationer ett visst beteende uppstår, samt vilka konsekvenser beteendet får. Positivt beteendestöd innebär att identifiera mål, samla in information, utveckla hypoteser, skapa beteendestödplaner samt implementering och monitorering.